# Wspólnota administracyjna Bischofswerda
Wspólnota administracyjna Bischofswerda (niem. Verwaltungsgemeinschaft Bischofswerda) – wspólnota administracyjna w Niemczech, w kraju związkowym Saksonia, w okręgu administracyjnym Drezno, w powiecie Budziszyn. Siedziba wspólnoty znajduje się w mieście Bischofswerda.
Wspólnota administracyjna zrzesza jedną gminę miejską oraz jedną gminę wiejską: 
- Bischofswerda
- Rammenau